# Synod w Clermont

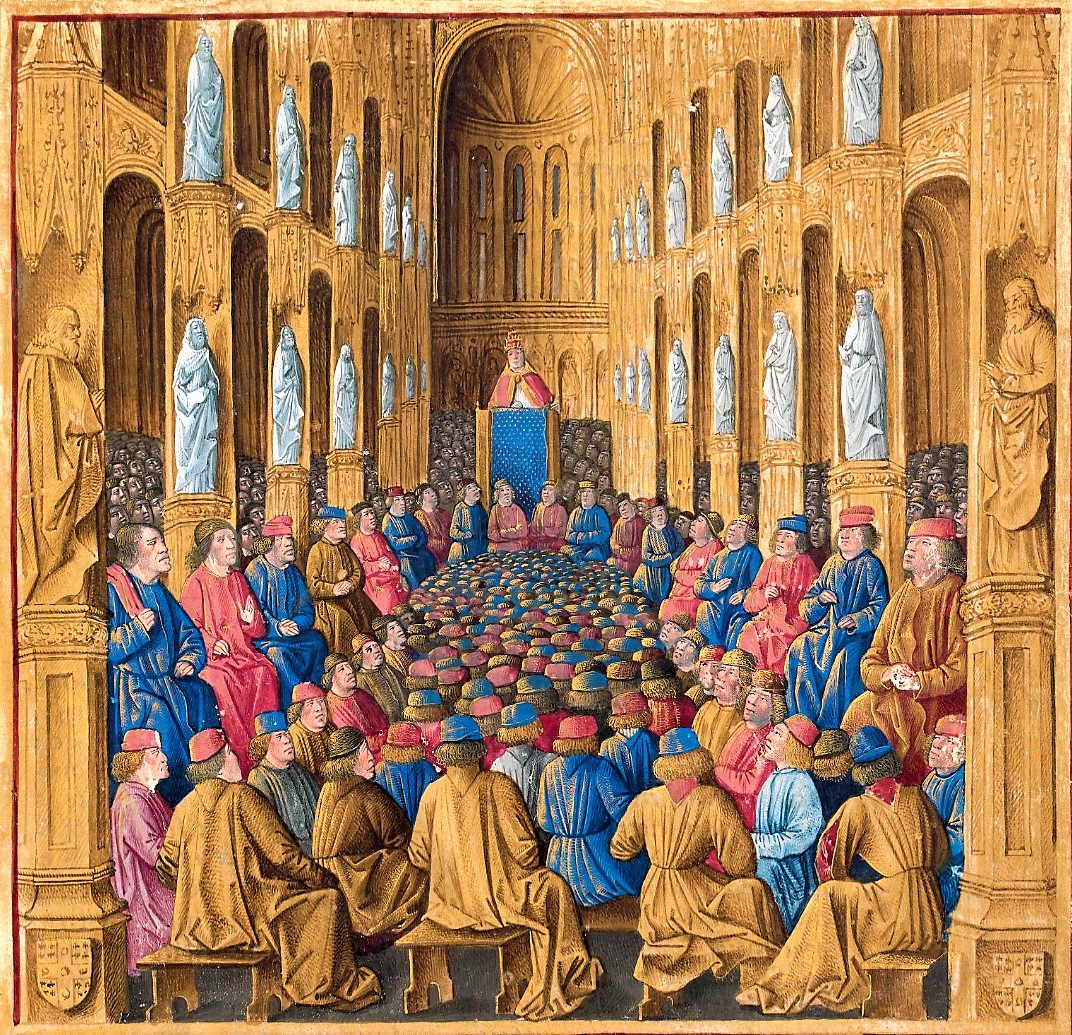
Papież Urban II przemawiający podczas synodu

Synod w Clermont – zebranie duchowieństwa i władz świeckich zwołane przez papieża Urbana II w 1095 roku. Jego głównym postanowieniem było ogłoszenie oficjalnego rozpoczęcia pierwszej wyprawy krzyżowej, której celem było odbicie Jerozolimy będącej w rękach Turków Seldżuckich.

## Przebieg i postanowienia synodu
Pomysł zwołania wyprawy krzyżowej narodził się podczas synodu w Piacenzy (1095), podczas którego Urban II przyjął poselstwo cesarza bizantyjskiego Aleksego I Komnena, proszącego wszystkich chrześcijan o pomoc w walce z niewiernymi. Papież, zachęcony sukcesami hiszpańskiej i portugalskiej rekonkwisty (1085 – zdobycie Toledo, 1094 – oswobodzenie Walencji), podczas pobytu w opactwie Cluny zwołał synod w Clermont w Owernii. Tam, 27 listopada 1095 papież przemówił do zgromadzonego tłumu, ogłaszając rozpoczęcie przygotowań do pierwszej krucjaty. Mowę prawdopodobnie podsumował słowami „Bóg tak chce”, które stały się mottem nadchodzącej wyprawy krzyżowej. Zgromadzeni naszyli na płaszczach czerwone krzyże, będące symbolem krucjaty. Równocześnie proklamowano pokój boży między chrześcijanami.
Wodzem wyprawy miał zostać sam papież, który jednak nie mogąc wyruszyć na krucjatę osobiście powierzył dowództwo biskupowi Le Puy, Ademarowi z Monteil. Zgodnie z tradycją, wodzem powinien zostać cesarz Henryk IV, był on jednak obłożony ekskomuniką, podobnie jak Filip I, król Francji. Wilhelm Rudy zaś, król Anglii, nie opowiedział się po stronie Urbana II w konflikcie z antypapieżem Klemensem III, przez co nie zostało mu zaproponowane dowództwo nad wyprawą.